# Pădurea Caraorman
Pădurea Caraorman (kara orman însemnând „pădurea întunecată” în limba turcă) este o arie protejată de interes național ce corespunde categoriei a I-a IUCN (rezervație naturală strictă de tip mixt), situată în județul Tulcea pe teritoriul administrativ al comunei Crișan.

## Localizare
Aria naturală se află în extremitatea central-estică a județului Tulcea (în partea central-nordică a Deltei Dunării) în sudul Brațului Sulina, pe teritoriul nordic al satului Caraorman.

## Descriere
Rezervația naturală cu o suprafață de 2.250 ha. a fost declarată arie protejată prin Legea Nr.5 din 6 martie 2000, publicată în Monitorul Oficial al României, Nr.152 din 12 aprilie 2000 (privind aprobarea Planului de amenajare a teritoriului național - Secțiunea a III-a - zone protejate) și este inclusă în Parcul Național Delta Dunării (rezervație a biosferei) aflat pe lista patrimoniului mondial al UNESCO.

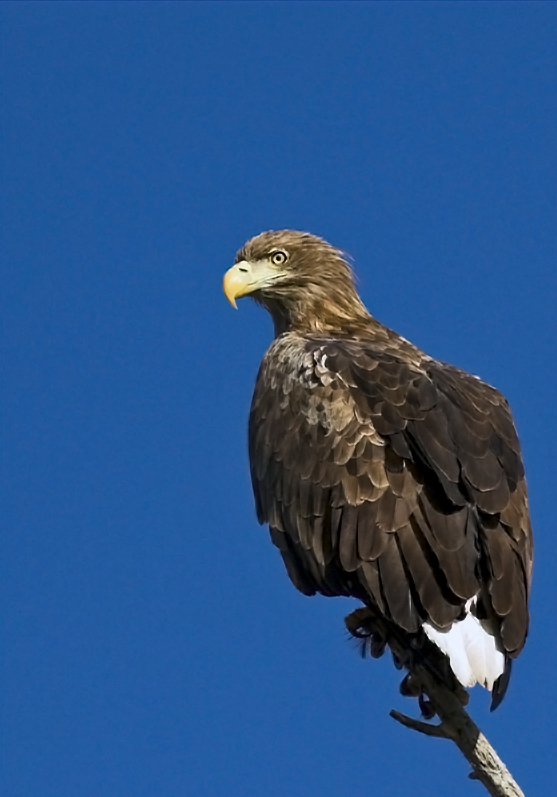
Vultur codalb (Heliaeetus albicilla)

Aria naturală reprezintă zona din lunca dreaptă a Brațului Sulina (depresiuni inundabile, grinduri maritime joase și înalte, dune de nisip mobile) aflată între rezervația Arinișul Erenciuc (Lacul Erenciuc) și grindul Hrușca, ce adăpostește o mare varietate floristică și faunistică specifică Deltei Dunării. 
Rezervația găzduiește câteva specii de mamifere (vidră de râu - Lutra lutra, o specie de iepure - Lepus capensis aflată pe lista roșie a IUCN, chițcan mic - Sorex minutus, chițcan comun - Sorex araneus) și asigură condiții de cuibărit și hrană pentru mai multe  păsări migratoare, de pasaj sau sedentare, cu specii de: vultur codalb (Haliaeetus albicilla), corb comun (Corvus corax) sau ciocănitoare neagră (Dryocopus martius).
Flora rezervației este alcătuită din specii arboricole (păduri de stejar în amestec, păduri de luncă (frasin, plop), arbusti (zălog și cătină roșie), hamei, curpen, comunități de papură și stuf, precum și din mai multe specii ierboase.
Aria naturală a fost constituită cu rolul de a proteja cele mai dezvoltate dune de nisip (cu înălțimi de până la 9 m) și Pădurea Caraorman, în a cărei areal sunt semnalate specii seculare de stejar (Quercus robur), printre care un exemplar (Stejarul îngenunchiat) cu o vârstă impresionantă (400 de ani) și o circumferință de 4 m.